# Xylota umbrosa
Xylota umbrosa är en tvåvingeart som beskrevs av Violovitsh 1975. Xylota umbrosa ingår i släktet vedblomflugor, och familjen blomflugor. Inga underarter finns listade i Catalogue of Life.